# Pull the Pin
Pull the Pin е шестият студиен албум на „Стериофоникс“, издаден във Великобритания на 15 октомври 2007 г. Музикантите осигуряват достъп до обложката на албума с бюлетин. Тя може да се види и от потребителите в „Майспейс“, които са добавили бандата в бюлетин. Албумът достига номер 1 във Великобритания за 5-и пореден път, продавайки 49 012 бройки през първата седмица.
Световната премиера на тейстър-песента Bank Holiday Monday е на шоуто на Крис Мойлс по Радио 1, в емисията от 1 май 2007 г. Тя е достъпна за цифров даундлоуд на 28 май 2007 г. от онлайн-магазините.
It Means Nothing излиза на пазара във Великобритания на 24 септември 2007, а My Friends – на 10 декември 2007.

## Списък на песните
Всички песни са написани от Кели Джоунс, освен когато не е упоменато друго.
1. Soldiers Make Good Targets – 4.37
2. Pass the Buck – 3.24
3. It Means Nothing – 3.48
4. Bank Holiday Monday – 3.14
5. Daisy Lane – 3.37
6. Stone – 4.17
7. My Friends – 3.35
8. I Could Lose Ya (Кели Джоунс, Ричард Джоунс, Шавиер Уейлър) – 3.17
9. Bright Red Star – 3.39
10. Ladyluck – 3.45
11. Crush – 3.56
12. Drowning – 5.08

## Представяне на национални музикални класации
| Класации (2007)                  | Връхна позиция |
| -------------------------------- | -------------- |
| Холандска класация за албуми     | 46             |
| Ирландска класация за албуми     | 15             |
| Френска класация за албуми       | 30             |
| Новозеландска класация за албуми | 38             |
| Швейцарска класация за албуми    | 40             |
| Британска класация за албуми     | 1              |